# Tomislav Marijanović
Tomislav Marijanović (Split, 30 de agosto de 1981) es un deportista croata que compitió en judo. Ganó una medalla de plata en el Campeonato Europeo de Judo de 2013, en la categoría de –81 kg.

## Palmarés internacional
| Campeonato Europeo | Campeonato Europeo | Campeonato Europeo | Campeonato Europeo |
| Año                | Lugar              | Medalla            | Categoría          |
| ------------------ | ------------------ | ------------------ | ------------------ |
| 2013               | Budapest (Hungría) | Medalla de plata   | –81 kg             |